# Dag der Migranten
De Dag der Migranten was een Surinaamse feestdag op 1 september 2019. Aanvankelijk werd de dag geïntroduceerd om jaarlijks op de eerste zondag van september te vieren.

## Karakter
Op deze dag werd gevierd dat de Surinaamse bevolking grotendeels is gevormd door de komst van migranten, zowel wat betreft de bevolkingsgroepen die tot de 19e à 20e eeuw binnenkwamen, als de nieuwe groepen als Brazilianen, Guyanezen, Haïtianen, Cubanen, Venezolanen en Dominicanen.
De dag werd georganiseerd als uitje met de familie en om de verschillende groepen dichter bij elkaar te brengen.  In 2019 werd ook een informatiebeurs georganiseerd door het Nationaal Archief en waren er culturele manifestaties bij het Onafhankelijkheidsplein.

## Nationale Commissie Herdenking Jubileumjaren
De dag werd bedacht door de Nationale Commissie Herdenking Jubileumjaren, onder voorzitterschap van Henk Herrenberg, met de bedoeling om hem voortaan elke eerste zondag van september te vieren. De dag werd op 1 september 2019 gevierd. Voor deze gelegenheid onthulde vicepresident Ashwin Adhin een monument bij de Wakapasi. De commissie werd in het leven geroepen om het grote aantal feestdagen in Suriname te stroomlijnen. Uiteindelijk kwam er hiermee een nieuwe feestdag bij. Er werd voor een zondag gekozen om te voorkomen dat er aan elke nieuwe bevolkingsgroep een vrije dag toegewezen zou moeten worden.

## Samenloop met Verbroederingsdag
De viering van de eerste Dag der Migranten viel samen met de Dag van Nationale Verbroedering en Eenheid die werd voorbereid door de politieke partijen VHP en NPS, van oudsher vertegenwoordigers van de Hindoestanen en de Creolen in Suriname. De eerste viering van deze dag werd gehouden op 21 september 2019, de geboortedag van Jagernath Lachmon die wel gezien wordt als de grondlegger van de verbroederingspolitiek. Volgens Herrenberg (NDP) zou de samenloop toevallig zijn geweest. Voor Chan Santokhi, de leider van de VHP, kwam de instelling van de Dag der Migranten als 'plotseling' aan. Enkele weken na de oprichting van de migrantendag werd de commissie opgeheven.